# Шамші-Адад III
Шамші-Адад III — ассирійський правитель у другій половині XVI століття.